# Sandsvatn
El Sandsvatn és un llac situat a l'illa de Sandoy, a les illes Fèroe. És el llac més gran que hi ha a l'illa i el tercer més gran de l'arxipèlag feroès.

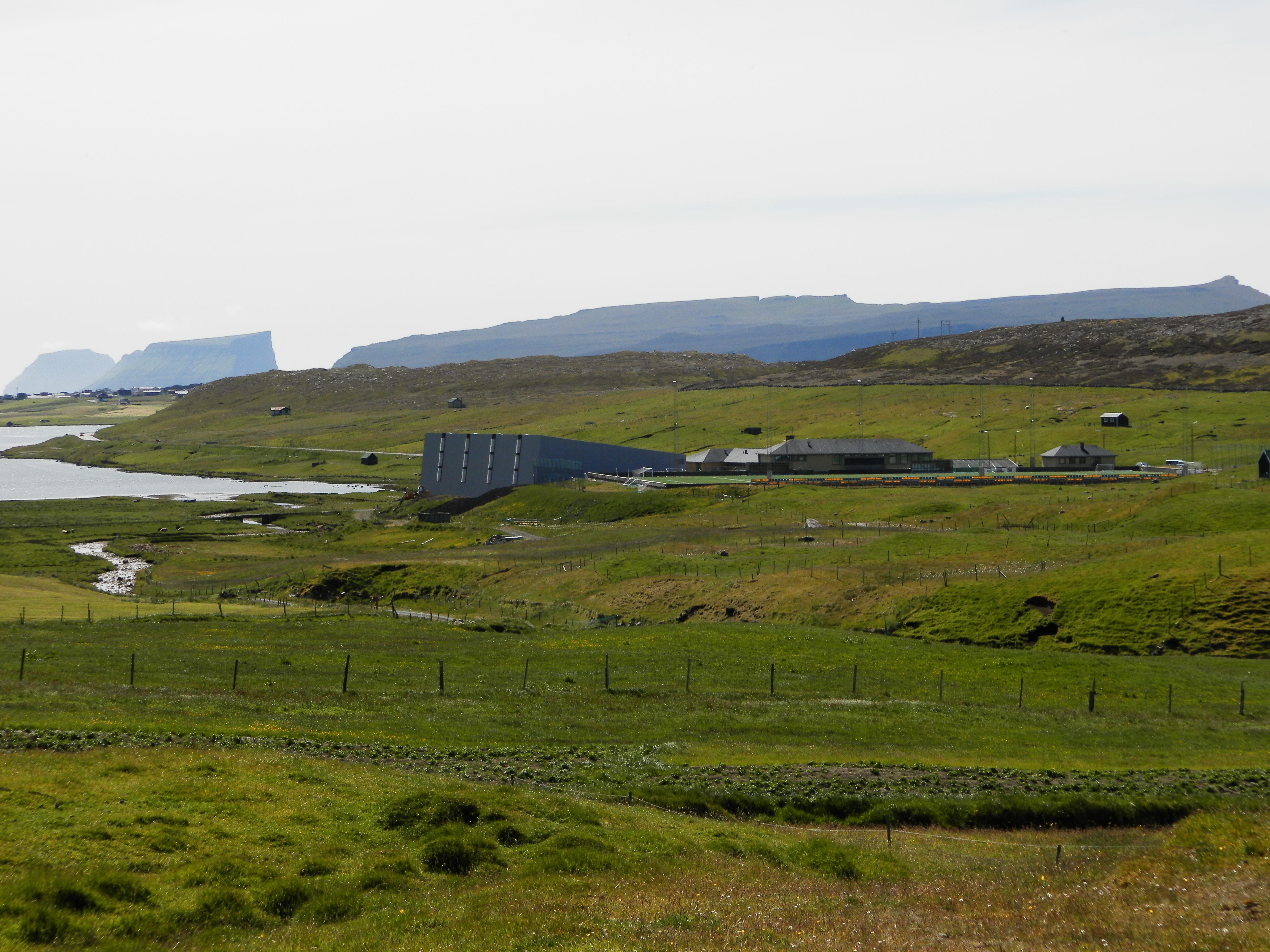
L'Inni í Dal, camp de futbol del B71 Sandoy situal a l'extrem nord del llac.

Té una superfície de 0,8 km² i una profunditat màxima de 5 metres. Està situat en una vall entre Skopun i Sandur, just al nord d'aquest últim. Té una forma allargada en direcció nord-sud, una amplada màxima de 700 metres i una llargada de 2 km. El Sandsvatn aboca les seves aigues a l'Atlàntic a la platja de Sandur, a través d'un curs d'aigua anomenat Niðri í Á.
Al llarg de la seva riba occidental hi circula la carretera que connecta Sandur amb Skopun, des d'on hi ha un ferri que porta fins al port de ferris Gamlarætt, a l'illa de Streymoy. A l'extrem nord del llac hi ha el centre escolar de l'illa i un bosc (de plantació) que va resultar molt danyat per un huracà el 1988.
El llac solia ser ric en truites, i salmons de llac. Al Sandsvatn se l'ha anomenat llac "interessant" per a l'observació d'aus.